# Таксація цін
Таксація цін — у Королівстві Польському один із засобів урядового впливу на торгівлю державних міст за допомогою регулювання ринкових цін. За Нешавською конституцією 1454 такси (точно встановлені розцінки товарів) складалися принаймні двічі на рік старостинською адміністрацією (див. Староство) і санкціонувалися воєводами. Такси не стосувалися зерна. Т.ц. суперечила тенденціям розвитку європейської економіки, де у зв’язку із припливом дорогоцінних металів з колоній і розвитком промисловості відбувалося загальне підвищення цін, особливо на с.-г. продукцію. Через Т.ц. правлячі кола намагалися стабілізувати (тобто знизити порівняно з європейським) рівень цін на ремісничі товари і залишити вільними ціни на зерно, основним продавцем і експортером якого виступала шляхта. Таким чином, на практиці Т.ц. означала регулювання їх в інтересах магнатсько-шляхетського стану. За даними 18 ст., у містах Правобережної України такси обходились явочним порядком.